# Coppa CEV 2006-2007 (maschile)
La Coppa CEV di pallavolo maschile 2006-2007 è stata la 27ª edizione del terzo torneo pallavolistico europeo per squadre di club; è iniziata con la fase di qualificazione il 9 dicembre 2006, si è conclusa con la final-four di Novyj Urengoj, il 18 marzo 2007. Al torneo hanno partecipato 54 squadre e la vittoria finale è andata per la prima volta al Volejbol'nyj klub Fakel.

## Squadre partecipanti
| - Teuta - Klagenfurt - Sokol Wien - Asse-Lennik - Averbode - Menen - Jedinstvo Brčko - Napredak Odžak - CSKA Sofia - Pirin - Dionysos - HAOK Mladost - Varaždin - Mursa Osijek | - Audentese - Pielaveden Sampo - Arago de Sète - Stade Poitevin - Tourcoing - SG Eltmann - Unterhaching - Pagrati - Piacenza - Rīga - Budvanska rivijera - Shutova Kičevo - Marítimo - Dynamo Apeldoorn | - HvA - AZS Olsztyn - Jastrzębski Węgiel - České Budějovice - Dukla Liberec - Baia Mare - Dinamo Bucarest - Fakel - Ural - Glasgow Mets - Ribnica - Stella Rossa - Chemes Humenné | - Maribor - Salonit Anhovo - Almería - Arona - Calvo Sotelo - Losanna UC - Näfels - Halkbank - İstanbul BB - Krymsoda - Lokomotyv Charkiv - Kaposvár - Kecskeméti |

## Primo turno

### Squadre qualificate
| - Halkbank - Chemes Humenné |

## Secondo turno

### Squadre qualificate
| - Almería - Halkbank - Jastrzębski Węgiel - Salonit Anhovo - Maribor - Menen | - AZS Olsztyn - Pielaveden Sampo - Arago de Sète - Arona - Tourcoing - Ural |

## Ottavi di finale

### Squadre qualificate
| - Halkbank - Jastrzębski Węgiel - Fakel - Piacenza - Pielaveden Sampo - Stade Poitevin - Arago de Sète - Ural |

## Quarti di finale

### Squadre qualificate
| - Halkbank - Fakel - Piacenza - Stade Poitevin |

## Final-four
La final-four si è disputata a Novyj Urengoj ( Russia). Le semifinali si sono disputate il 17 marzo, mentre la finale 3º/4º posto e la finalissima si sono giocate il 18 marzo.

### Finali 1º e 3º posto
|  | Semifinali     | Semifinali     | Semifinali |          |       | Finale             | Finale             | Finale             |  |
|  |                |                |            |          |       |                    |                    |                    |  |
|  | Fakel          | Fakel          | 3          |          |       |                    |                    |                    |  |
|  | Fakel          | Fakel          | 3          |          |       |                    |                    |                    |  |
|  | Halkbank       | Halkbank       | 1          |          |       |                    |                    |                    |  |
|  | Halkbank       | Halkbank       | 1          |          | Fakel | Fakel              | 3                  |                    |  |
|  |                |                |            |          | Fakel | Fakel              | 3                  |                    |  |
|  |                |                | Piacenza   | Piacenza | 0     |                    |                    |                    |  |
|  | Piacenza       | Piacenza       | Piacenza   | Piacenza | 0     | 3                  |                    |                    |  |
|  | Piacenza       | Piacenza       |            |          |       | 3                  |                    |                    |  |
|  | Stade Poitevin | Stade Poitevin | 2          |          |       | Finale 3º/4º posto | Finale 3º/4º posto | Finale 3º/4º posto |  |
|  | Stade Poitevin | Stade Poitevin | 2          |          |       |                    |                    |                    |  |
|  |                |                |            |          |       |                    |                    |                    |  |
|  |                |                |            |          |       | Halkbank           | Halkbank           | 3                  |  |
|  |                |                |            |          |       | Halkbank           | Halkbank           | 3                  |  |
|  |                |                |            |          |       | Stade Poitevin     | Stade Poitevin     | 0                  |  |